# Jenly Tegu Wini
Jenly (Jennilyn) Tegu Wini (* 9. Juni 1983 in Honiara) ist eine Gewichtheberin von den Salomoninseln. Sie nahm an den Olympischen Sommerspielen 2012 in der über 58-kg-Klasse der Frauen teil und belegte den 17. Platz. Bei der Olympiade war sie darüber hinaus Flaggenträgerin für ihr Land.